# فضل‌الله کاسمی
فضل‌الله کاسمی سیاست‌مدار ایرانی بود، که در دوره بیست و چهارم مجلس شورای ملی بعنوان نماینده ساری از استان مازندران در مجلس شورای ملی حضور داشت.